# Miasta Nepalu
Według danych oficjalnych pochodzących z 2011 roku Nepal posiadał ponad 60 miast o ludności przekraczającej 2 tys. mieszkańców. Stolica kraju Katmandu jako jedyne miasto liczyło ponad 1 milion mieszkańców; 9 miast z ludnością 100÷500 tys.; 17 miast z ludnością 50÷100 tys.; 21 miast z ludnością 25÷50 tys. oraz reszta miast poniżej 25 tys. mieszkańców.

## Największe miasta w Nepalu
Największe miasta w Nepalu według liczebności mieszkańców (stan na 22.06.2011):
| L.p. | Miasto        | Dystrykt   | Liczba ludności |
| ---- | ------------- | ---------- | --------------- |
| 1.   | Katmandu      | Kaski      | 1 003 285       |
| 2.   | Pokhara       | Kaski      | 264 991         |
| 3.   | Lalitpur      | Lalitpur   | 226 728         |
| 4.   | Biratnagar    | Morang     | 204 949         |
| 5.   | Bharatpur     | Chitwan    | 147 777         |
| 6.   | Birgańdź      | Parsa      | 139 068         |
| 7.   | Butwal        | Rupandehi  | 120 982         |
| 8.   | Dharan        | Sunsari    | 119 915         |
| 9.   | Mahendranagar | Kanchanpur | 106 666         |
| 10.  | Dhangadhi     | Kailali    | 104 047         |

## Alfabetyczna lista miast w Nepalu
(gwiazdką oznaczono miasta municypalne, czcionką pogrubioną wydzielono miasta powyżej 1 mln)
- Amargadhi* wcześniej Dadeldhura
- Bandipur
- Banepa*
- Besishahar
- Bhadrapur*
- Bhaktapur*
- Bharatpur*
- Bhimeszwar* wcześniej Charikot
- Birtamod
- Bidur*
- Biratnagar*
- Birendra Nagar*
- Birgańdź*
- Butwal*
- Byas* wcześniej Damauli
- Chandranigahpur*
- Damak*
- Daszarathczanda*
- Dhangadhi*
- Dhankuta*
- Dharan*
- Dhulikhel*
- Dhunche
- Dipayal Silgadhi*
- Dźaleśwar*
- Dźanakpur*
- Gaur*
- Ghorahi*
- Gorkha* wcześniej Prithvinarayan
- Gularia*
- Hetauda*
- Ilam*
- Inaruwa*
- Itahari*
- Jajarkot
- Jomsom
- Jumla
- Kalaiya*
- Kalika* wcześniej Baglung
- Khalanga
- Kamalamai* wcześniej Sindhulimadi
- Kapilavastu* wcześniej Taulihawa
- Katmandu*
- Khandbari*
- Kirtipur*
- Kodari
- Lahan*
- Lekhnath*
- Lukla
- Lumbini
- Mahendranagar*
- Malangawa*
- Manang
- Mangalsen
- Mechinagar* wcześniej Kankarbhitta
- Mustang
- Namcze Bazar
- Narayan* wcześniej Dailekh
- Nepalgańdź*
- Okhaldhunga
- Panauti*
- Patan*
- Pokhara*
- Prithivinagar*
- Putalibazar*
- Radźbiradź*
- Ramgram* wcześniej Parasi
- Ratnanagar*
- Rumjatar
- Siddharthanagar*
- Simikot
- Simra
- Siraha*
- Syangboche
- Tansen*
- Thimi*
- Tikapur*
- Triyuga* wcześniej Gaighat
- Tulsipur*
- Taplejung
- Waling*